# Osvaldo Héctor Cruz
Osvaldo Héctor Cruz (Buenos Aires, 29 de mayo de 1931-20 de marzo de 2023) fue un futbolista argentino que jugó en clubes de Argentina, Brasil y Chile y la Selección de fútbol de Argentina en la Copa Mundial de la FIFA 1958 en Suecia. Era delantero, más precisamente, extremo izquierdo. Entre 1952 y 1953 formó parte, junto con Rodolfo Michelli, Carlos Lacasia, Carlos Cecconato y Ernesto Grillo, de una famosa delantera del Club Atlético Independiente, íntegramente convocada para la Selección Argentina, único caso en el fútbol mundial.     

## Clubes
| Club           | País      | Año       | Part. | Goles |
| -------------- | --------- | --------- | ----- | ----- |
| Independiente  | Argentina | 1951-1960 | 222   | 43    |
| Palmeiras      | Brasil    | 1960-1961 | 38    | 11    |
| Independiente  | Argentina | 1961      | 15    | 1     |
| Unión Española | Chile     | 1962-1964 |       |       |

## Palmarés

### Títulos nacionales
| Título      | Club      | País   | Año  |
| ----------- | --------- | ------ | ---- |
| Copa Brasil | Palmeiras | Brasil | 1960 |

### Títulos internacionales
| Título                  | Equipo              | Sede  | Año  |
| ----------------------- | ------------------- | ----- | ---- |
| Campeonato Sudamericano | Selección argentina | Chile | 1955 |
| Campeonato Sudamericano | Selección argentina | Perú  | 1957 |